# Ronny Winkler
Pour les articles homonymes, voir Winkler.
Ronny Winkler, né le 29 juillet 1971 à Karl-Marx-Stadt (Saxe, Allemagne de l'Est), est un patineur artistique est-allemand puis allemand, champion d'Allemagne de l'Est en 1990 et double champion d'Allemagne en 1993 et 1994.

## Biographie

### Carrière sportive
Ronny Winkler est d'abord entraîné par Jutta Müller, puis par Sonja Morgenstern. Il est champion d'Allemagne de l'Est en 1990 ; puis double champion d'Allemagne en 1993 et 1994. Ses rivaux nationaux principaux sont Mirko Eichhorn, Daniel Weiss et Andrejs Vlascenko.
Il représente l'Allemagne de l'Est à deux championnats européens (1989 à Birmingham et 1990 à Léningrad) et un mondial (1988 à Budapest).
Il représente ensuite l'Allemagne après la réunification des deux pays, à cinq championnats européens (1991 à Sofia, 1992 à Lausanne, 1993 à Helsinki, 1994 à Copenhague et 1995 à Dortmund) et quatre mondiaux (1991 à Munich, 1993 à Prague, 1994 à Chiba et 1995 à Birmingham). Il ne participe jamais aux Jeux olympiques d'hiver.
Il arrête les compétitions sportives après les championnats nationaux de 1996 à l'âge de 24 ans.

### Famille
Ronny Winkler est le frère de la danseuse sur glace Kati Winkler.

## Palmarès
| Compétition                       | 1988    | 1989    | 1990    | 1991    | 1992    | 1993    | 1994    | 1995    | 1996    |  |  |  |  |  |
| Jeux olympiques d'hiver           |         |         |         |         |         |         |         |         |         |  |  |  |  |  |
| Championnats du monde             | 17e     |         |         | 20e     |         | 15e     | 18e     | 18e     |         |  |  |  |  |  |
| Championnats d’Europe             |         | 12e     | 11e     | 11e     | 12e     | 10e     | 10e     | 11e     |         |  |  |  |  |  |
| Championnats d'Allemagne de l'Est |         | 2e      | 1er     |         |         |         |         |         |         |  |  |  |  |  |
| Championnats d'Allemagne          |         |         |         | 3e      | 2e      | 1er     | 1er     | 2e      | 2e      |  |  |  |  |  |
|                                   |         |         |         |         |         |         |         |         |         |  |  |  |  |  |
| Autres Compétitions               | 1987/88 | 1988/89 | 1989/90 | 1990/91 | 1991/92 | 1992/93 | 1993/94 | 1994/95 | 1995/96 |  |  |  |  |  |
| Skate America                     |         |         |         |         |         | 9e      |         | 8e      |         |  |  |  |  |  |
| Skate Canada                      |         | 8e      |         |         |         |         |         |         |         |  |  |  |  |  |
| Coupe d'Allemagne                 |         |         | 5e      | 3e      | 4e      | 8e      | 7e      | 7e      |         |  |  |  |  |  |
| Trophée de France                 |         |         |         |         |         |         |         |         | 10e     |  |  |  |  |  |
|                                   |         |         |         |         |         |         |         |         |         |  |  |  |  |  |